# Captain & Tennille

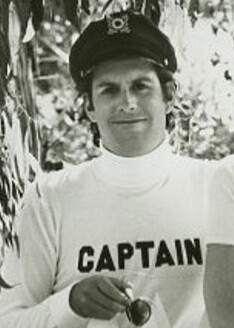

Captain & Tennille é um grupo musical pop norte-americano formado por Daryl Dragon e Toni Tennille.

## Carreira
A dupla se conheceu na cidade de San Francisco (1971) indo trabalhar na Banda The Beach Boys. Em seguida formaram o conjunto "The Dragons". Contratados pela gravadora "A&M Records", lançaram seu maior sucesso com o título "Love Will Keep Us Together". Além disto lançaram 5 álbuns que receberam cada, ou Gold ou Platina certificado, pelas vendas alcançadas. Receberam Grammy Awards em 1975. Daryl Dragon morreu no 2 de janeiro de 2019 de insuficiência renal aos 76 anos.